# Urban Symphony
A Urban Symphony (banda proveniente da Estónia) é composta por vários músicos, entre eles Sandra Nurmsalu, a vocalista e integrante principal do grupo.

## Festival Eurovisão da Canção
A 7 de Março de 2009, a Urban Symphony foi escolhida pela Estónia para representar o páis no Festival Eurovisão da Canção 2009 com a canção "Rändajad" que terminou em 3º lugar com 115 pontos na semi-final e em 6º lugar com 129 pontos na final (a melhor classificação da Estónia desde 2002).

## Discografia

### Singles
| Ano  | Single          | Posições | Posições | Posições | Posições | Posições | Posições | Posições | Álbum |
| Ano  | Single          | EST      | SWE      | FIN      | BEL (Vl) | SUI      | GRE      | UK       | Álbum |
| ---- | --------------- | -------- | -------- | -------- | -------- | -------- | -------- | -------- | ----- |
| 2009 | "Rändajad"      | 3        | 14       | 10       | 68       | 86       | 8        | 117      | TBA   |
| 2009 | "Päikese poole" | 28       | —        | —        | —        | —        | —        | —        | TBA   |
| 2010 | "Skorpion"      | 11       | —        | —        | —        | —        | —        | —        | TBA   |